# A gépezet
A gépezet (angolul: The Difference Engine) William Gibson és Bruce Sterling sci-fi regénye, amely először 1990-ben jelent meg. Magyarországon 2005-ben jelent meg Juhász Viktor fordításában az újraindított Galaktika Fantasztikus Könyvek sorozat első köteteként.
A regényt 1991-ben jelölték Nebula-díjra, a rákövetkező évben pedig John W. Campbell-díjra.
A regény első fejezete angolul megjelent önálló novellaként is – „The Angel of Goliad” címmel – az Interzone magazin 1990 októberi számában. A mai napig az egyik legismertebb, és legtöbbre tartott steampunk regénynek tartják.[forrás?]

## Történet
|  | Alább a cselekmény részletei következnek! |

### Környezet, előzmény
A regény a viktoriánus Angliában játszódik alternatív történelmi környezetben, ahol a Charles Babbage mechanikus elven működő differenciálgépe a mai számítógépekhez hasonló hatékonysággal működik, megváltoztatva ezáltal a történelem menetét, elősegítve több más későbbi, modern találmány alkalmazását is 19. századi körülmények között.

### Cselekmény
London egy elegáns hoteljében rejtélyes gyilkosság történik. Nem sokkal később luddita lázadás tör ki a városban, amit azonban végül elfojtanak. A nyomozás szálai mindkét esetben politikai indítékokra vezethetőek vissza. Ezeket az eseményeket három különböző szereplő szemszögéből ismerjük meg. Az első Sybil Gerard, egy londoni prostituált, aki véletlenül maga is jelen van a gyilkosság helyszínén, a második Edward Mallory, az Amerikából hazatért őslénykutató, aki a lázadás során a városban tartózkodik és annak leverésében is szerepet játszik, a harmadik pedig Laurence Oliphant, aki végül felderíti az események hátterében rejlő indítékokat.
|  | Itt a vége a cselekmény részletezésének! |

## Megjelenések

### angol nyelven
1. The Difference Engine, Gollancz, 1990 szept.[1]
2. The Difference Engine, Dell, 1991[1]
3. The Difference Engine, Bantam Spectra, 1991[1]
4. The Difference Engine, Bantam Spectra / BOMC, 1991[1]
5. The Difference Engine, Gollancz, 1991[1]
6. The Difference Engine, Bantam Spectra, 1992[1]
7. The Difference Engine, BOMC/QPBC, 1992[1]
8. The Difference Engine, Gollancz, 1992[1]
9. The Difference Engine, Vista, 1996[1]
10. The Difference Engine, Vista, 1997[1]
11. The Difference Engine, Gollancz / Orion, 2003[1]
12. The Difference Engine, Gollancz, 1992[1]

### magyarul
1. William Gibson–Bruce Sterlingː A gépezet; ford. Juhász Viktor; Nagual Publishing, Bp., 2005 (Galaktika fantasztikus könyvek)

### német nyelven
1. Die Differenz Maschine, Heyne, München, 1992, ford.: Walter Brumm

### olasz nyelven
1. La macchina della realtà, Mondadori, 1992, ford.: Delio Zinoni